# Paulo Giovanni (publicitário)
Giovanni Wilbert Sérvolo, mais conhecido como Paulo Giovanni (Petrópolis, 9 de novembro de 1950 – Sâo Paulo, 1º de outubro de 2023), foi um radialista, publicitário e ex-presidente da agência de publicidade Leo Burnett Tailor Made, que esteve dentre as 10 maiores agências de publicidade do Brasil em 2014, em pesquisa realizada pelo Ibope Monitor.
Giovanni foi eleito um dos publicitários mais influentes do Brasil em 2015, em consulta da Revista GQ com executivos das 30 maiores agências do país, e eleito Publicitário do Ano por 3 vezes, no Prêmio Colunistas.

## Biografia
Giovanni Wilbert Sérvolo nasceu na cidade de Petrópolis, Rio de Janeiro, em 1950. Filho de João Jacinto Servolo e Zélia Wilbert Servolo, se formou em economia pela Universidade Católica de Petrópolis e cursou MBA em Marketing, Planejamento e Negócios.
Giovanni iniciou sua carreira profissional com menos de 16 anos trabalhando como funcionário mirim em uma rádio da cidade chamada Rádio Imperial.
Em 1968, se mudou para o Rio de Janeiro para estrear um programa na Rádio Tupi AM. 3 anos depois, foi o mais jovem comunicador da emissora a ser convidado para apresentar um show na Rádio Globo AM, onde adaptou seu nome próprio especialmente para o programa.

### Carreira publicitária
Giovanni  migrou da rádio para publicidade em 1989 e, em 1993, fundou a Giovanni Comunicações. 5 anos depois, a agência foi associada à Draft FCB, pertencente ao Grupo Interpublic. A união fez a Giovanni + Draft FCB se tornar umas das 10 maiores agências de propaganda do país.
Giovanni se desligou do grupo em 2007 e criou 2 agências de marketing promocional chamadas Mix Brand Experience, uma das mais premiadas do mercado, e Pop Trade Marketing, que foi considerada a maior empresa de estratégias de ponto de venda do país.
Após um tempo fora do mercado, no início de 2011, Paulo Giovanni fundou a agência Tailor Made que, alguns meses depois, foi vendida para a americana Leo Burnett, com sede em Chicago. Com a transação, a agência passou a se chamar Leo Burnett Tailor Made, que esteve dentre as 10 agências mais premiadas de 2014, de acordo com o ranking do Advertising Age e foi a segunda agência brasileira que mais ganhou leões no Festival Internacional de Cannes, no mesmo ano.
Também em 2011, Giovanni foi eleito como “Empresário da Indústria da Comunicação”, pelo Prêmio Caboré, promovido pela Editora Meio & Mensagem.
Em 2014, se tornou chairman na Publicis Worldwide (PWW), posto que ocupou à convite de Maurice Lévy, CEO e chairman do grupo, até 2016.
No mesmo ano, Paulo Giovanni foi eleito para o Hall da Fama do Marketing no Brasil (Brazilian Marketing Hall of Fame), pela Academia Brasileira de Marketing (Abramark).
Foi também considerado Homem de Marketing do Brasil, pelo prêmio Marketing Best 2015.
Faleceu aos 72 anos, em São Paulo, vítima de infarto. Ele deixa 3 filhos. Encontra-se sepultado no Cemitério Morumbi

## Ligacões externas
- Site Leo Burnett
- Site Leo Burnett Brasil
- Linkedin